# 로 보즈워스
로 보즈워스(Lo Bosworth, 1986년 9월 29일 ~ )는 미국의 방송 유명인, 작가, 사업가이다.